# Sisyrinchium arizonicum
Sisyrinchium arizonicum là một loài thực vật có hoa trong họ Diên vĩ. Loài này được Rothr. miêu tả khoa học đầu tiên năm 1877.